# When You Finish Saving the World
When You Finish Saving the World (en español, Cuando termines de salvar el mundo) es una película de comedia dramática estadounidense de 2022 escrita y dirigida por Jesse Eisenberg en su debut como director. La película está basada en el audio drama de Eisenberg de 2020 del mismo nombre. Julianne Moore y Finn Wolfhard interpretan a una madre y un hijo que navegan por su polémica relación.
La película se estrenó en el Festival de Cine de Sundance el 18 de enero de 2022 y fue estrenada por A24 en los Estados Unidos el 20 de enero de 2023. Recibió reseñas generalmente positivas de los críticos, con elogios por las actuaciones de Moore y Wolfhard.

## Reparto
- Julianne Moore como Evelyn Katz
- Finn Wolfhard como Ziggy Katz
- Alisha Boe como Lila
- Jay O. Sanders como Roger Katz
- Billy Bryk como Kyle
- Eleonore Hendricks como Angie

## Producción

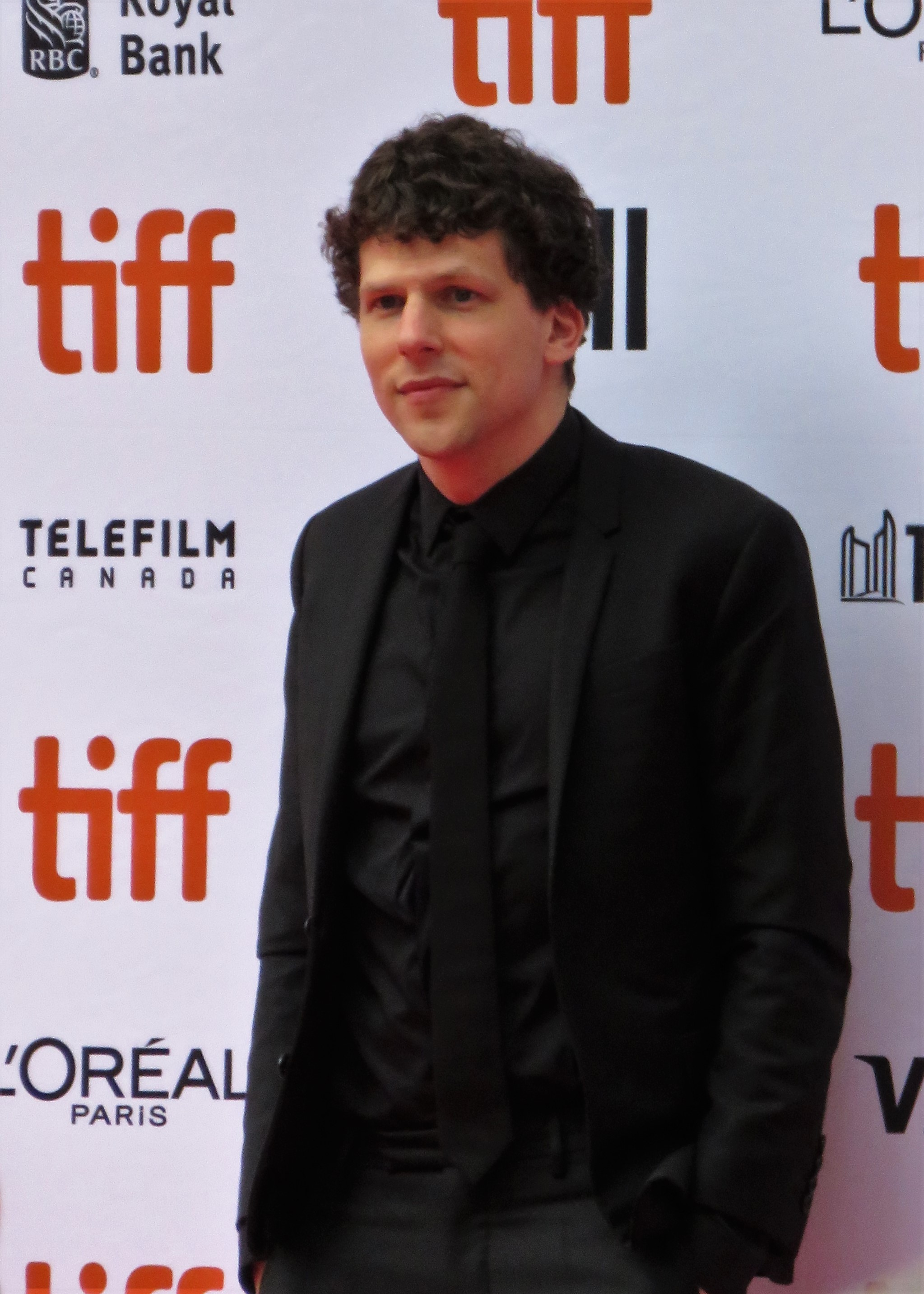
When You Finish Saving the World es el debut como director de Jesse Eisenberg.

El 9 de abril de 2020, Jesse Eisenberg, Finn Wolfhard y Kaitlyn Dever fueron elegidos para el Audible Original When You Finish Saving the World, escrito por Eisenberg. La historia fue contada desde la perspectiva de tres miembros de la familia, en diferentes etapas de sus vidas, con el audio drama lanzado el 4 de agosto de 2020.
Además, se planeó adaptar el audiolibro a una película de comedia dramática, When You Finish Saving the World, con Julianne Moore y Wolfhard como madre e hijo, dirigida y escrita por Eisenberg con Moore, Emma Stone y Dave McCary como productores a través de Fruit Tree. La adaptación cinematográfica se llevaría a cabo en la actualidad y se centraría en la relación madre e hijo, manteniendo otros detalles iguales, como que la madre de Ziggy dirige un refugio para víctimas de violencia doméstica, lo que también hace en la versión de audio.
En agosto de 2020, se anunció que A24 estaba listo para financiar, producir y distribuir la película. Marca el debut como director de Eisenberg. Moore y Wolfhard fueron confirmados como madre e hijo, respectivamente, en abril de 2020. Billy Bryk, en diciembre de 2020, y Alisha Boe, en enero de 2021, se unieron al elenco en roles no revelados. En noviembre de 2020, la preproducción se llevó a cabo en Albuquerque, Nuevo México, mientras que la producción comenzó en enero de 2021, seguida de la fotografía principal en febrero de 2021. El rodaje concluyó en marzo de 2021.

## Estreno
La película se estrenó en el Festival de Cine de Sundance el 18 de enero de 2022. Su primer avance se lanzó el 29 de noviembre de 2022. La película se estrenó en los Estados Unidos el 20 de enero de 2023.